# Ad Infinitum (Band)
Ad Infinitum (lateinisch für „Bis ins Unendliche“) ist eine multinationale Symphonic-Metal-Band. Die Band startete zunächst als Soloprojekt der Schweizer Sängerin Melissa Bonny, besteht aber mit der Veröffentlichung des ersten Albums aus einem festen Line-Up.

## Bandgeschichte
Die Band Ad Infinitum wurde von Melissa Bonny, der damaligen Sängerin der Band Rage of Light, gegründet. 2018 erschien die Debüt-Single I am the Storm welche noch mit Gastmusikern der Band Delain aufgenommen wurde. Die Single sollte auf ein Crowdfunding-Projekt für ein geplantes Album, welchen zu diesem Zeitpunkt bereits vorbestellbar war, aufmerksam machen. Anschließend schlossen sich Adrian Theßenvitz und Niklas Müller aus Deutschland und Jonas Asplind aus Schweden der Band an.
Am 31. Januar 2020 wurde dann die zweite Single Marching on Versailles veröffentlicht. Zuvor unterschrieb die Band einen Vertrag bei Napalm Records. Anschließend folgten zwei weitere Singles, bis am 3. April 2020 das, durch ein Crowdfunding-Projekt finanzierte, Debütalbum Chapter I – Monarchy erschien. Das Album wurde von Oliver Phillips und von Jacob Hansen abgemischt und gemastert. Trotz des Titels handelt es sich um kein Konzeptalbum, vielmehr versteht Bonny das Album als erstes Kapitel der Band. Dennoch ist ein grundlegendes Thema des Albums das Leben von Louis XIV. und seinem Hofstaat. Die Mitglieder tragen auf dem Albumcover Pestmasken.
Die geplante Tour musste auf Grund der COVID-19-Pandemie abgesagt werden, stattdessen gab es eine Release-Show per Live-Streaming. Im Oktober veröffentlichte die Band einen 47-minütigen Livemitschnitt aus Köln, der während des Lockdowns ohne Publikum aufgezeichnet wurde sowie ein Video zur Coverversion von This Is Halloween, ein Lied von Danny Elfman aus dem Film Nightmare Before Christmas. Am 29. Oktober 2020 kündigte die Band eine Akustik-Version des Debütalbums an, welche am 4. Dezember 2020 veröffentlicht wurde. Aus diesem Album erschien im Voraus bereits die Singleauskopplung Marching on Versailles. Am 27. Dezember 2020 gab die Band über Facebook und YouTube bekannt, dass der Bassist Jonas Asplind aus gesundheitlichen Gründen die Band verlassen muss.
Gleichzeitig stellte sich der Nachfolger Korbinian Benedict vor, der bereits an neuem Material der Band mitarbeitete. Mitte August desselben Jahres kündigte die Band für den 29. Oktober das zweite Album an, welches den Namen Chapter II – Legacy trägt. Aus diesem Album erschien mit Unstoppable bereits eine erste Single an zu der auch ein Musikvideo aufgenommen wurde. Gefolgt wurde Unstoppable von den Singles Afterlife, auf dem der Amaranthe/Dynazty-Sänger Nils Molin mit einem Gastauftritt vertreten ist und Animals bis am 29. Oktober schließlich Chapter II: Legacy über Napalm Records veröffentlicht wurde. Anders als das Debütalbum ist Chapter II – Legacy nicht als Konzeptalbum konzipiert worden; Hauptthema ist dennoch die Legende um Vlad den Pfähler. Im Laufe des Sommers 2022 bespielten Ad Infinitum zahlreiche Festivals, darunter auch das Rockharz Open Air oder das Area 53 Festival und traten als Vorgruppe bei einem Tourtermin der Folk-Rock-Band Feuerschwanz auf. Im Oktober und November desselben Jahres spielten Ad Infinitum außerdem mit Butcher Babies als Support Act für Beyond the Black und Amaranthe.
Noch während der Tour mit Amaranthe und Beyond the Black kündigte Ad Infinitum mit der Singleauskopplung Upside Down das dritte Studioalbum Chapter III - Downfall an. Dieses beschäftigt sich mit der ägyptischen Mythologie mit besonderem Fokus auf der ägyptischen Pharaonin Kleopatra.

## Stil
Die Bandmitglieder schreiben und produzieren die Songs gemeinsam. Das erste Album wurde noch überwiegend alleine von Melissa Bonny konzipiert, ab dem zweiten Album schrieben alle Bandmitglieder mit. Der Stil von Ad Infinitum ist eine Mischung aus Power- und Symphonic Metal. Im zweiten Album finden sich zusätzlich Elemente aus dem Metalcore und Djent. Es werden düstere, schwere Gitarrenriffs mit klassischen Orchestereinlagen vermischt. Zudem wechselt der Gesang zwischen klarem und dem, aus dem Death Metal bekannten, Growling. Musikalische Einflüsse nahm Bonny von Delain, Kamelot und Within Temptation.

## Galerie

Ad Infinitum, European Co-Headline Tour 2022
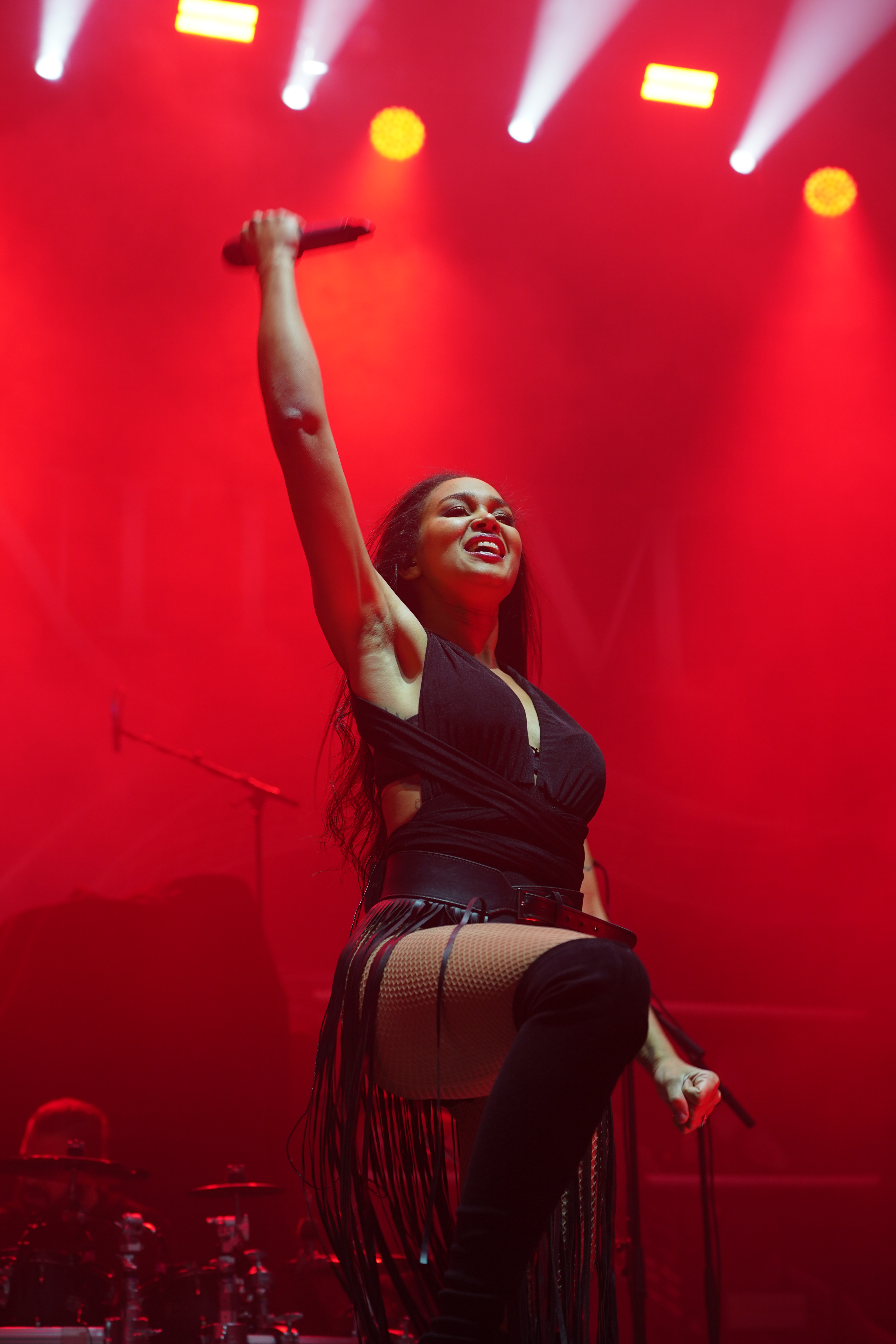
Sängerin Melissa Bonny
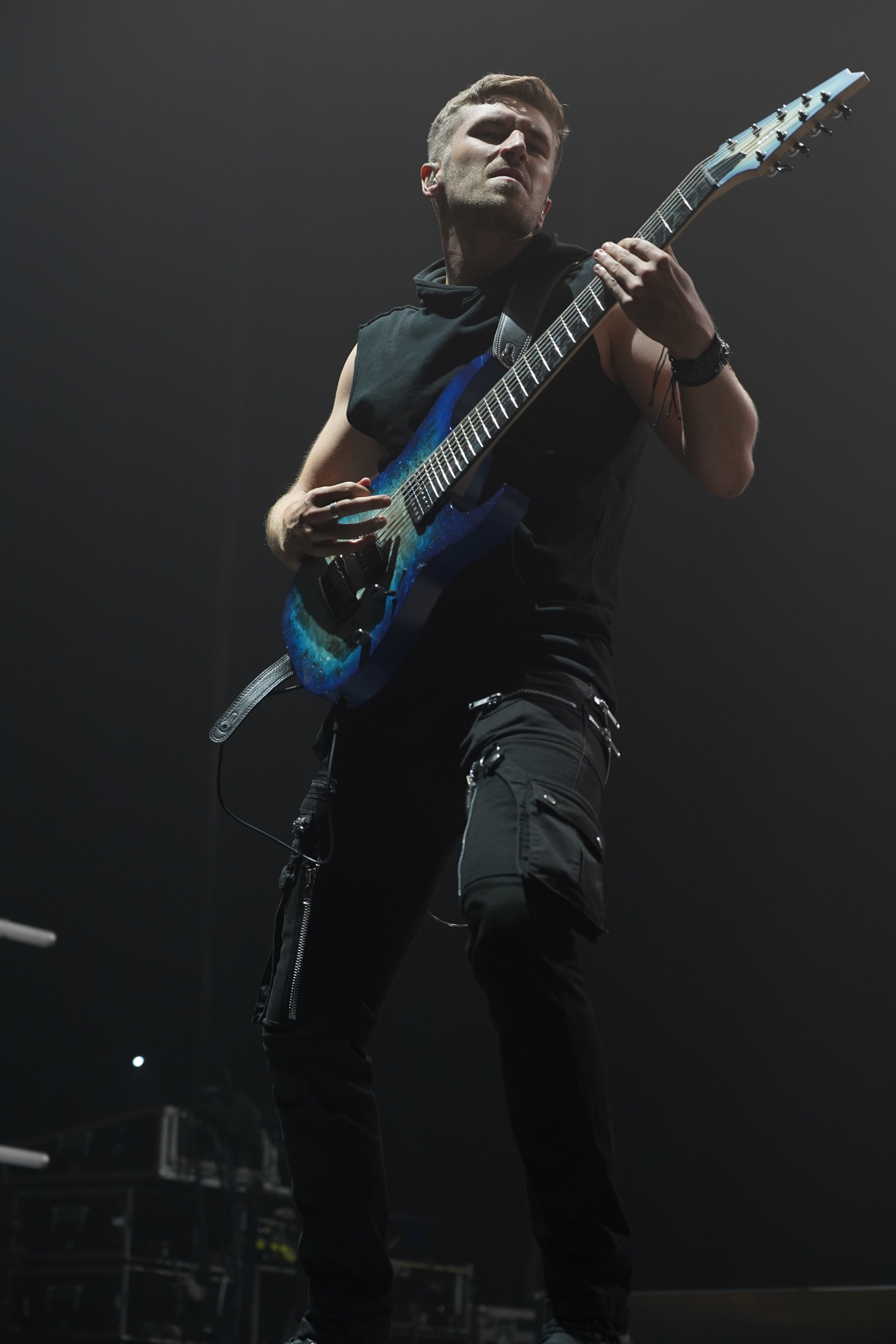
Gitarrist Adrian Theßenvitz
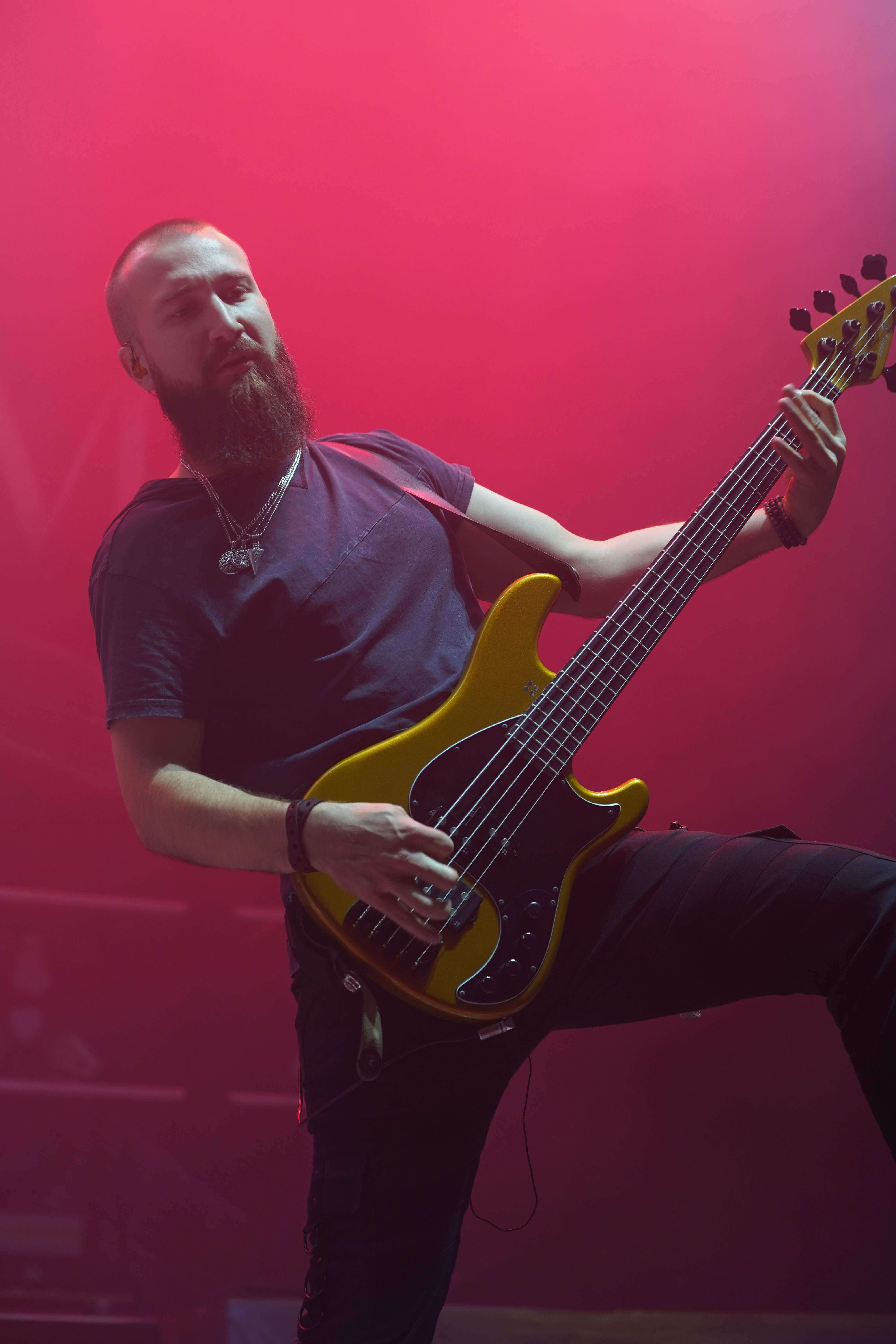
Bassist Korbinian Benedict
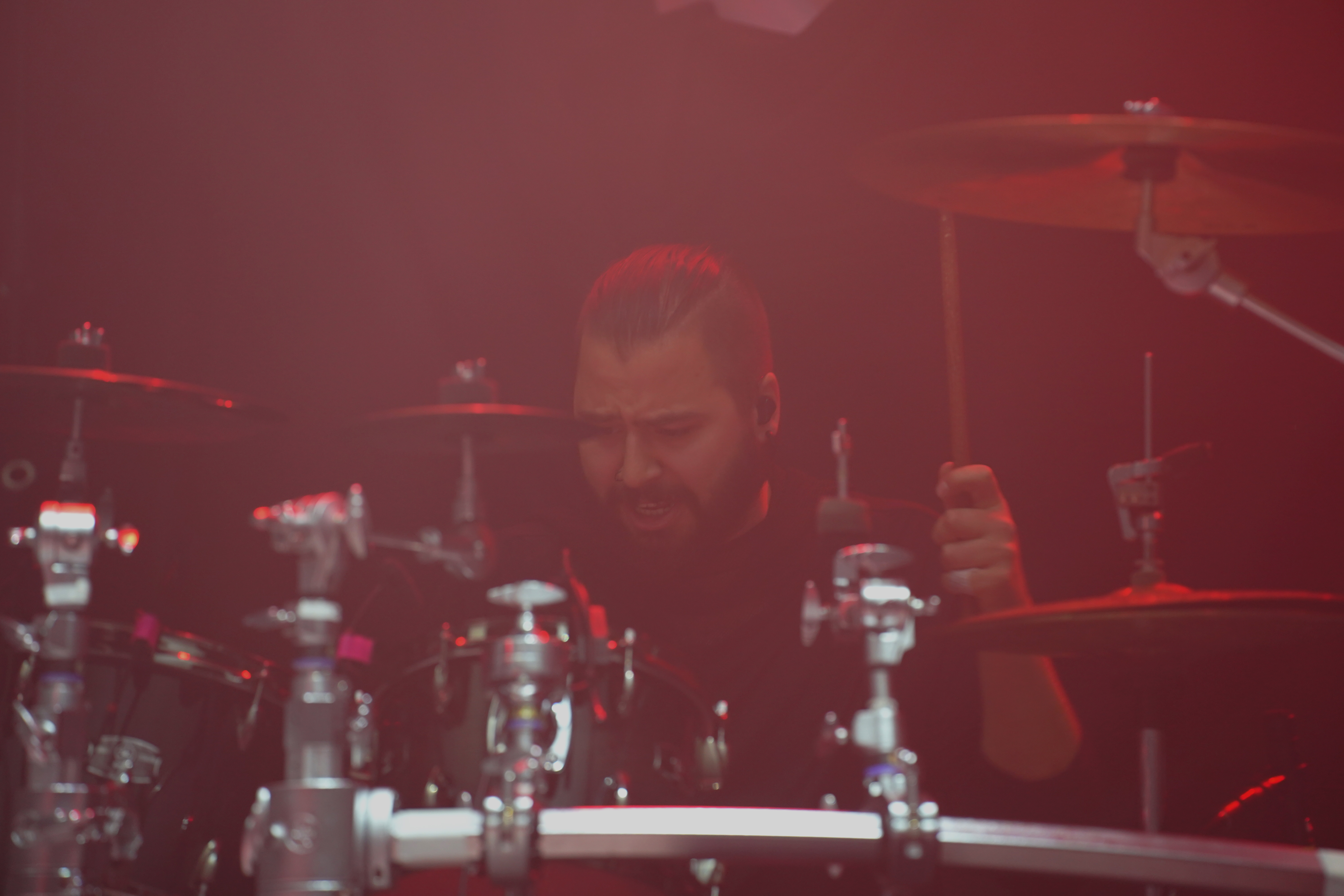
Schlagzeuger Niklas Müller

## Diskografie
Alben

| Jahr | Titel Musiklabel                      | Höchstplatzierung, Gesamtwochen, AuszeichnungChartplatzierungen (Jahr, Titel, Musiklabel, Platzierungen, Wochen, Auszeichnungen, Anmerkungen) | Höchstplatzierung, Gesamtwochen, AuszeichnungChartplatzierungen (Jahr, Titel, Musiklabel, Platzierungen, Wochen, Auszeichnungen, Anmerkungen) | Höchstplatzierung, Gesamtwochen, AuszeichnungChartplatzierungen (Jahr, Titel, Musiklabel, Platzierungen, Wochen, Auszeichnungen, Anmerkungen) | Anmerkungen                                                                        |
| Jahr | Titel Musiklabel                      | DE | AT | CH | Anmerkungen                                                                        |
| ---- | ------------------------------------- | --- | --- | --- | ---------------------------------------------------------------------------------- |
| 2020 | Chapter I – Monarchy Napalm Records   | — | — | CH69 (1 Wo.)CH | Erstveröffentlichung: 3. April 2020                                                |
| 2020 | Chapter I – Revisited Napalm Records  | — | — | — | Erstveröffentlichung: 4. Dezember 2020 Akustische Version von Chapter I – Monarchy |
| 2021 | Chapter II – Legacy Napalm Records    | DE63 (1 Wo.)DE | — | CH37 (1 Wo.)CH | Erstveröffentlichung: 29. Oktober 2021                                             |
| 2023 | Chapter III – Downfall Napalm Records | DE22 (1 Wo.)DE | AT50 (1 Wo.)AT | CH18 (1 Wo.)CH | Erstveröffentlichung: 31. März 2023                                                |
| 2024 | Abyss Napalm Records                  | DE45 (1 Wo.)DE | AT46 (… Wo.)AT | CH23 (1 Wo.)CH | Erstveröffentlichung: 11. Oktober 2024                                             |

Singles
- 2018: I Am the Storm (Selbstverlag)
- 2020: Marching on Versailles (Napalm Records)